# Trasformazione politropica
Una trasformazione politropica è una trasformazione termodinamica che segue la legge:
{\displaystyle pV^{n}={\rm {cost.}}}
dove:
- {\displaystyle p}: pressione del fluido
- {\displaystyle V}: volume specifico
- {\displaystyle n}: esponente caratteristico (o anche numero caratteristico) della politropica.

Tra l'esponente caratteristico della politropica n e il calore specifico c intercorre la relazione {\displaystyle n=(c_{p}-c)/(c_{v}-c)} ove cp e cv sono rispettivamente i calori specifici a pressione costante e a volume specifico costante.
La politropica è una legge valida nell'ipotesi di una trasformazione quasistatica valida sia per i gas perfetti che per i gas reali.

## Particolari valori dell'esponente caratteristico

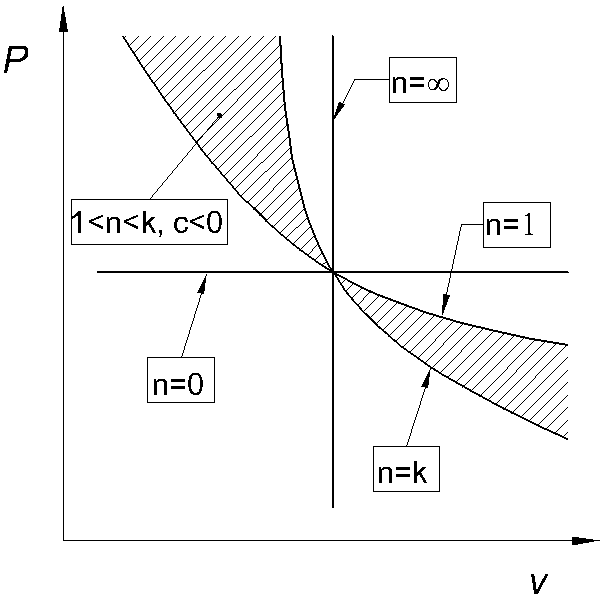
Politropiche notevoli sul piano di Clapeyron.

La trasformazione politropica generalizza quattro trasformazioni quasistatiche fondamentali: isoentropica, isobara, isocora, isoterma. In base all'esponente caratteristico n si ottiene:
- {\displaystyle n=0}, {\displaystyle c=c_{p}} e la trasformazione è isobara (p=cost)

- {\displaystyle n=1}, {\displaystyle \mathrm {d} T=0} quindi {\displaystyle c=\pm \infty } e la trasformazione è isoterma (pv=cost)[2]

- {\displaystyle n=\pm \infty }, {\displaystyle c=c_{v}}  e la trasformazione è isocora (v=cost)[3]

- {\displaystyle n=k}, {\displaystyle \delta Q=0} quindi {\displaystyle c=0} e la trasformazione è adiabatica e isoentropica {\displaystyle pV^{k}={\text{cost.}}}[4].

Il calore specifico è negativo per {\displaystyle 1<n<k} ovvero per trasformazioni comprese tra l'isoterma e l'adiabatica.

## Trasformazione politropica di gas perfetto
Dato un gas a comportamento perfetto vale la relazione pv=RT dove R è la costante specifica dei gas e non quella universale e dipende dal tipo di gas. Componendo questa relazione con quella della politropica si ottengono altre due espressioni della trasformazione politropica valide solo nell'ipotesi di gas perfetto:
- {\displaystyle TV^{n-1}={\mbox{cost}}}
- {\displaystyle Tp^{\frac {1-n}{n}}={\mbox{cost}}}

## Calore specifico
Il calore specifico viene definito come:
{\displaystyle c={\frac {\delta q}{\mathrm {d} T}}}
dove {\displaystyle \delta q} è il calore per unità di massa e {\displaystyle \delta } indica un differenziale non esatto.
Non è detto che per una trasformazione politropica {\displaystyle c} sia costante, lo è solo nel caso di gas ideale.
Nel caso di gas perfetto sottoposto a trasformazione politropica si può dimostrare che (con k=cost):
{\displaystyle c=c_{v}\cdot {\frac {n-k}{n-1}}}
Si noti,  tramite la relazione di Mayer, che {\displaystyle k={\frac {c_{p}}{c_{v}}}=1+{\frac {R}{c_{v}}}} e quindi k è maggiore dell'unità.

## Lavoro di variazione di volume
Il lavoro specifico si calcola come:
{\displaystyle \int _{1}^{2}p\,\mathrm {d} V=p_{1}V_{1}^{n}\int _{1}^{2}{\frac {\mathrm {d} V}{V^{n}}}}
da cui si ottiene:
{\displaystyle L={\begin{cases}\displaystyle {\frac {p_{1}V_{1}}{n-1}}\left[1-\left({\frac {V_{1}}{V_{2}}}\right)^{n-1}\right]&{\mbox{se }}n\neq 1\\[5pt]p_{1}V_{1}\ln \left(\displaystyle {\frac {V_{2}}{V_{1}}}\right)&{\mbox{se }}n=1\end{cases}}}.
Per ottenere il lavoro totale basta moltiplicare per la massa del sistema. La prima espressione vale per qualsiasi fluido sottoposto a trasformazione politropica, nel caso di gas a comportamento perfetto valgono le seguenti relazioni:
- {\displaystyle L={\frac {R}{n-1}}(T_{1}-T_{2}){\mbox{ se }}n\neq 1}
- {\displaystyle L={\begin{cases}\displaystyle {\frac {RT_{1}}{n-1}}\left[1-\left({\frac {p_{2}}{p_{1}}}\right)^{{n-1} \over n}\right]&{\mbox{se }}n\neq 1\\[5pt]RT_{1}\ln \left(\displaystyle {\frac {p_{1}}{p_{2}}}\right)&{\mbox{se }}n=1\end{cases}}}.